# Pissarro (Familie)
Die französische Familie Pissarro brachte von 1830 bis heute in bisher fünf Generationen sechzehn in der Bildenden Kunst tätige Mitglieder hervor (darunter vierzehn Maler sowie Kuratoren, Kunsthändler, Kunstprofessoren, Kunstkritiker) und ist damit eine der größten Malerfamilien.
Viele der aus der Familie stammenden Künstler widmeten sich der Malerei des Impressionismus. Ihre Werke werden in Museen weltweit gezeigt.

## Genealogische Darstellung
1. Camille Pissarro (1830–1903), französischer Maler des Impressionismus und Wegbereiter des Neoimpressionismus, Stammvater, verheiratet mit Julie Vellay (1838–1926), acht Kinder, eins starb bei der Geburt, eins im Alter von 9 Jahren.
  1. Lucien Pissarro (1863–1944), französischer Maler des Impressionismus und des Neoimpressionismus, Holzschnitzer, verheiratet mit Esther Levi Bensusan.
    1. Orovida Camille Pissarro (1893–1968), britische Malerin und Grafikerin des Impressionismus und des Neoimpressionismus, unverheiratet, keine Kinder.

  2. Georges Henri Pissarro (1871–1961), französischer Maler des Impressionismus und des Neoimpressionismus, dreimal verheiratet und verwitwet; mit Esther Isaacson einen Sohn Tommy, mit Amicie Brécy zwei Kinder Camille und Marthe, mit Blanche Moriset drei Kinder Flore, Aziza und Felix.
  3. Félix Pissarro (1874–1897), französischer Maler des Impressionismus und des Neoimpressionismus, Grafiker und Karikaturist
  4. Ludovic Rodolphe Pissarro (1878–1952), französischer Maler des Impressionismus und des Fauvismus, verheiratet mit Fernande Perrinet, kinderlos.
  5. Jeanne „Cocotte“ Pissarro (1881–1948), verheiratet mit dem Maler Alexandre Bonin. Mutter von Denise, Madeleine, André und
    1. Henri Bonin-Pissarro (1918–2003), französischer Maler des Expressionismus und des Neo-Pop, verheiratet mit Simone.
    2. Claude Bonin-Pissarro (1921–2021), französischer Maler des Impressionismus und des Neoimpressionismus, verheiratet mit Sylvie Bonin-Pissarro
      1. Frédéric Bonin-Pissarro (* 1964), französischer Maler des Neoimpressionismus und des Abstrakten, verheiratet mit Année, drei Söhne Louka, Martin und Antoine.
      2. Lila Lebelle (* 1972), franko-kanadische Theaterregieassistentin und Kommunikationscoach.[1]

  6. Paul Émile Pissarro (1884–1972), französischer Maler des Impressionismus, erste Ehefrau Berthe Bennaiché, mit seiner zweiten Ehefrau Yvonne Beaupel zeugte er drei Kinder, Véra und
    1. Hugues Claude Pissarro (* 1935), französischer Maler des Abstrakten und der Avantgarde, verheiratet mit Katia Marrek, drei Kinder; mit seiner zweiten Frau Corinne Puzenat zwei Kinder Issac Ludovic und Rachel Esther.
      1. Joachim Pissarro (* 1959), in Frankreich geborener Kunsthistoriker, verheiratet mit Annabel Daou, ein Sohn Paul.
      2. Lionel Pissarro (* 1961), französischer Kunsthändler, verheiratet mit Sandrine Moos, zwei Kinder Julia und Dina.
      3. Lélia Pissarro (* 1963), in Frankreich geborene Malerin und Galeristin, verheiratet mit David Stern, drei Kinder Kalia (* 1989), Dotahn (* 1996) und
        1. Lyora Pissarro (* 1991), im Vereinigten Königreich geborene Malerin und Performance-Künstlerin.

    2. Yvon Pissarro (* 1937), französischer Zeichner und Maler, erste Ehefrau Laura Carti, eine Tochter Maya, zweite Ehefrau Elisabeth Garcia.

## Abbildungen von Mitgliedern der Familie

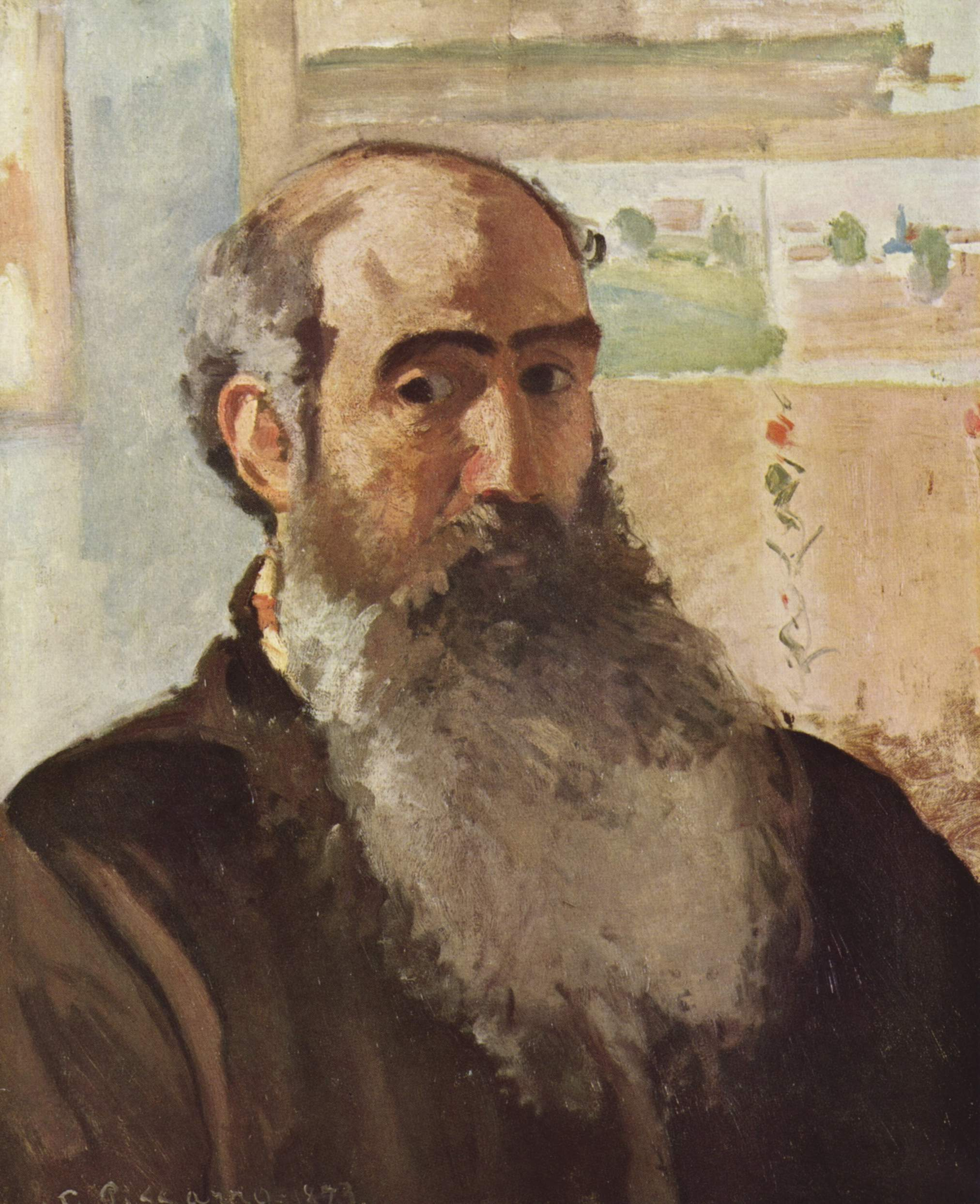
Camille Pissarro (1830–1903)
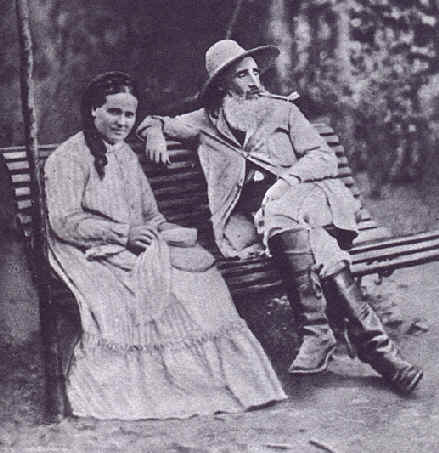
Camille Pissaro und Julie Vellay, 1877 in Pontoise.
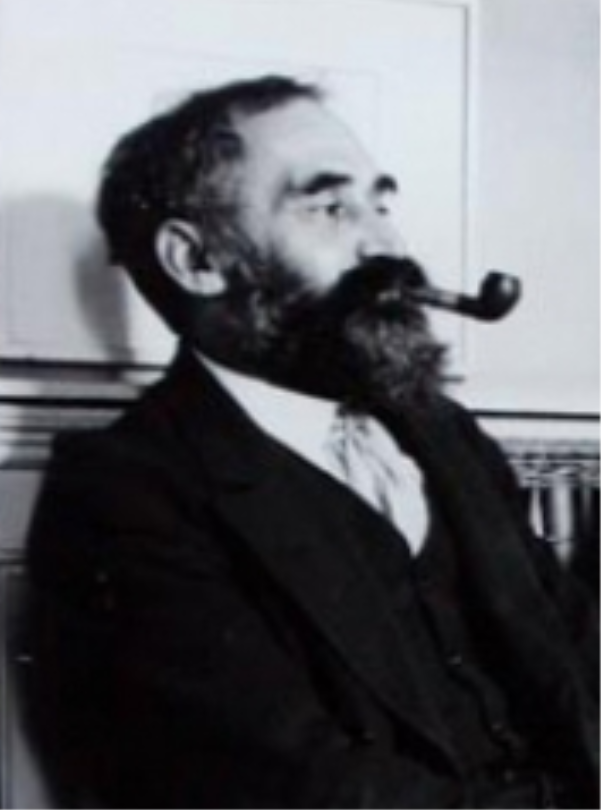
Lucien Pissarro (1863–1944)
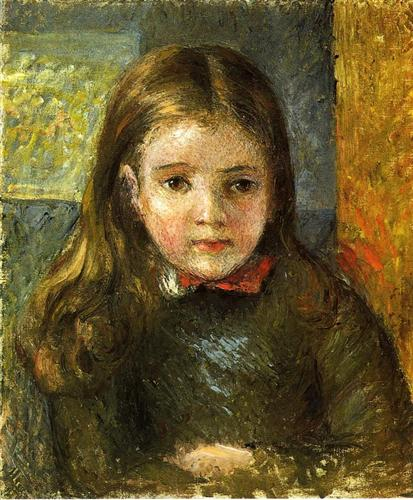
Georges Henri Pissarro (1871–1961)
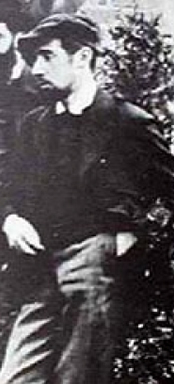
Félix Pissarro (1874–1897)
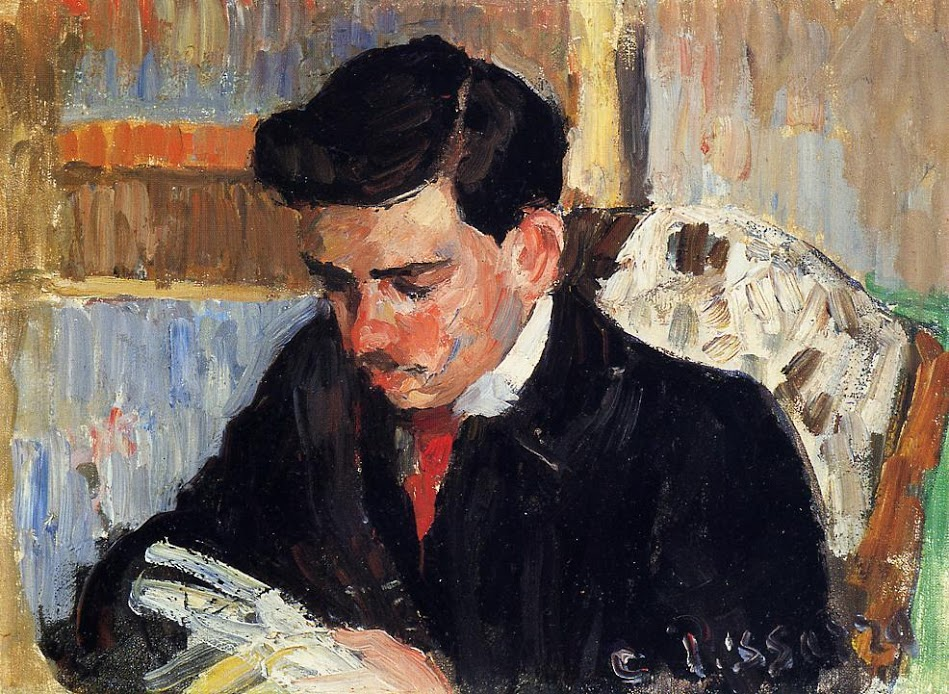
Ludovic Rodolphe Pissarro (1878–1952)
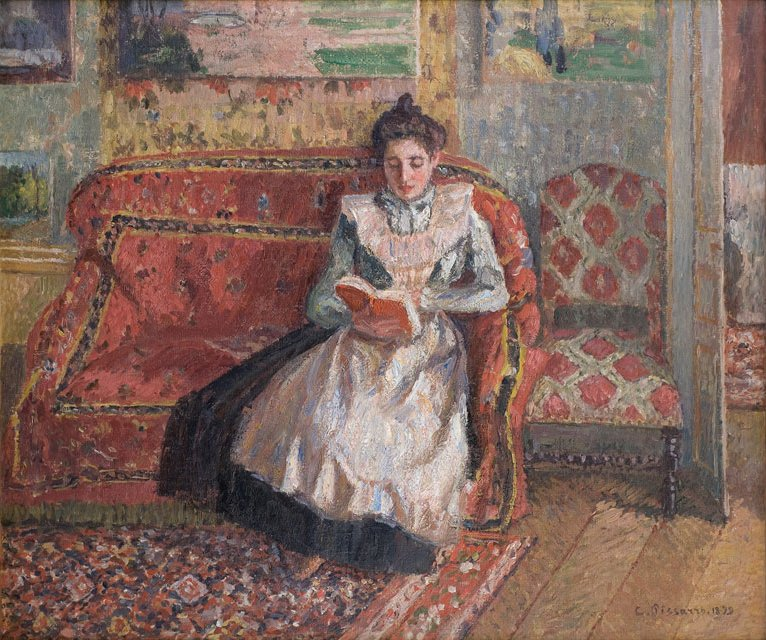
Jeanne „Cocotte“ Pissarro (1881–1948)
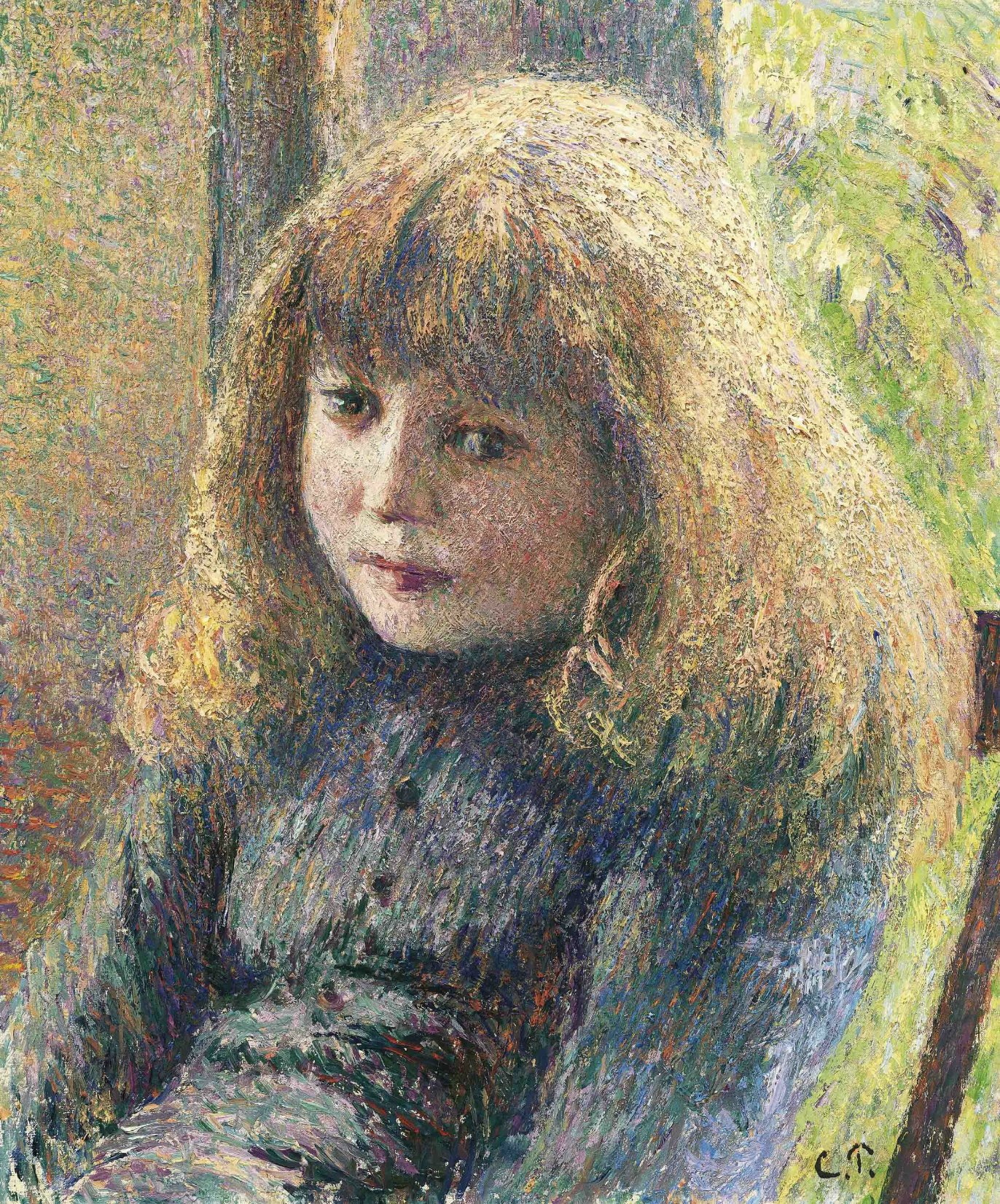
Paul Émile Pissarro (1884–1972)
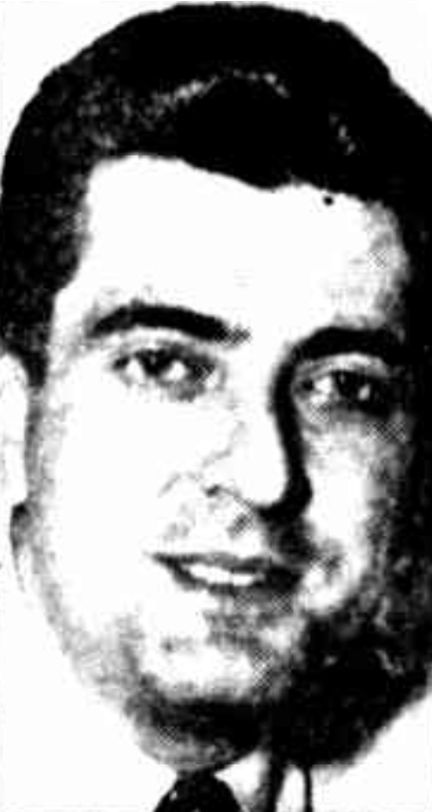
Claude Bonin-Pissarro (1921–2021)